# Cratere Bancroft
Bancroft è un cratere lunare di 12,5 km situato nella parte nord-occidentale della faccia visibile della Luna.